# Zopherus silfverbergi
Zopherus silfverbergi là một loài bọ cánh cứng trong họ Zopheridae. Loài này được Ardoin miêu tả khoa học năm 1972.